# Neoclytus pusillus
Neoclytus pusillus es una especie de escarabajo longicornio del género Neoclytus, tribu Clytini, subfamilia Cerambycinae. Fue descrita científicamente por Castelnau y Gory en 1841.

## Descripción
Mide 6-16,2 milímetros de longitud.

## Distribución
Se distribuye por Argentina, Bolivia, Brasil, Guyana, Guayana Francesa, Paraguay, Perú, Uruguay y Venezuela.